# Remember (EP của T-ara)
Remember là đĩa mở rộng thứ 8 của nhóm nhạc nữ Hàn Quốc T-ara, là mini-album thứ 12 của nhóm nếu tính các album tái bản. Remember đánh dấu sự trở lại của T-ara sau So Good được phát hành cách đây một năm ba tháng.

## Phát hành
Ngày 14 tháng 10, MBK Entertainment thông báo rằng T-ara sẽ trở lại vào tháng 11. Nhóm cũng thường xuyên chia sẻ quá trình chuẩn bị album mới trên V Live. Ngày 4 tháng 11, T-ara tung teaser cho đĩa đơn mới; đến ngày 7, T-ara ra mắt teaser thứ hai cho ca khúc mới. Ngày 9 tháng 11, T-ara phát hành mini-album thứ 12 Remember với ca khúc chủ đề "Tiamo" (tiếng Hàn Quốc: 띠아모). Tiêu đề của đĩa đơn là tên được viết theo tiếng Ý, có nghĩa là "I love You". "Tiamo" do Duble Sidekick sáng tác, nhạc sĩ đã từng làm việc với nhóm qua các sản phẩm trước. Album có 5 bài hát, bao gồm ca khúc chủ đề "Tiamo", phiên bản tiếng Trung, phiên bản Inst. và "Prism", "Needed Me". Cùng ngày ra mắt album, T-ara tổ chức showcase tại Blue Square Samsung Hall để bắt đầu quảng bá cho album mới.
Với lần trở lại này, T-ara đi theo phong cách hoàn toàn mới, giai điệu bài hát không quá nhanh mà cũng không quá chậm. "Tiamo" đã được nhận nhiều phản hồi tích cực từ cư dân mạng Hàn Quốc. MV của "Tiamo" cán mốc 1 triệu lượt xem trong một ngày tại YouTube và 130 triệu lượt xem trong một tuần tại trang Tudou ở Trung Quốc. Trước đó, MV đã nhận được 120 triệu lượt xem trong 6 ngày trên trang Tudou.
Ngày 18 tháng 11, T-ara ra mắt video nhạc tiếng Trung cho "Tiamo".

## Danh sách bài hát
| STT | Nhan đề                  | Phổ lời         | Phổ nhạc                          | Arrangement | Thời lượng |
| --- | ------------------------ | --------------- | --------------------------------- | ----------- | ---------- |
| 1.  | "Tiamo"                  | Long Candy 진리 | Duble Sidekick Eastwest           | Eastwest    |            |
| 2.  | "오늘까지만 아파할 거야" | 똘아이박 피터팬 | 똘아이박 피터팬                   | 똘아이박    |            |
| 3.  | "이별 영화"              | Yoon-kyung      | Duble Sidekick Long Candy SEIONJo | Eastwest    |            |
| 4.  | "TIAMO" (Chinese ver.)   | Long Candy 진리 | Duble Sidekick Eastwest           | Eastwest    |            |
| 5.  | "TIAMO" (Inst.)          |                 | Duble Sidekick Eastwest           | Eastwest    |            |

## Bảng xếp hạng

### REMEMBER
| Bảng xếp hạng            | Xếp hạng cao nhất |
| ------------------------ | ----------------- |
| Gaon Weekly Album Chart  | 4                 |
| Gaon Monthly Album Chart | 18                |

### "TIAMO"
| Bảng xếp hạng           | Xếp hạng cao nhất |
| ----------------------- | ----------------- |
| Gaon Weekly Album Chart | 81                |

### Doanh số bán hàng
| Bảng xếp hạng            | Doanh số |
| ------------------------ | -------- |
| Gaon Monthly Album Chart | 17.977   |